# Polymorphanisus quadripunctatus
Polymorphanisus quadripunctatus är en nattsländeart som beskrevs av Georg Ulmer 1951. Polymorphanisus quadripunctatus ingår i släktet Polymorphanisus och familjen ryssjenattsländor. Inga underarter finns listade i Catalogue of Life.